# Melitaea menelik
Melitaea menelik är en fjärilsart som beskrevs av Higgins 1941. Melitaea menelik ingår i släktet Melitaea och familjen praktfjärilar. Inga underarter finns listade i Catalogue of Life.